# Elizabeth Boutell
Elizabeth Boutell, née Elizabeth Davenport en 1648 et décédée en 1715, est une actrice anglaise de la période de la Restauration. Les dates précises de sa naissance et de sa mort restent inconnues. 

## Biographie
Elle joue dans la Compagnie Royale de Charles II vers 1670 et tient dans cette période des rôles majeurs, dont Benzayda dans la Conquête de Grenade de John Dryden (décembre 1670 et janvier 1671), Melantha dans Le Mariage à la Mode de Dryden (avril 1672), Margery Pinchwife dans La Provinciale de William Wycherley (12 janvier 1675), et probablement Rosalinda dans Sophonisba de Nathaniel Lee (3 avril 1675). Son rôle le plus célèbre reste celui de la reine Statira dans la pièce The Rival Queens de John Dryden (17 mars 1677). 
Elle est spécialisée dans des rôles de femme déguisée en homme, comme celui de Fidelia dans L'Homme franc de William Wycherley (11 décembre 1676).